# Museu de Arte de Ilulissat
O Museu de Arte de Ilulissat (em dinamarquês: Ilulissat Kunstmuseum em groenlandês: Ilulissani Eqqumiittuliornermi Katersugaasivik) é um museu de arte na cidade gronelandesa de Ilulissat .
No seu interior, são mostradas umas 100 pinturas de artistas gronelandeses.